# Les filles ne savent pas nager
Les filles ne savent pas nager es una película francesa de drama y coming-of-age dirigida por Anne-Sophie Birot. La película tuvo su estreno mundial en el Festival Internacional de Cine de Montreal de 2000 y se estrenó en Francia el 18 de octubre de ese mismo año. Se le dio un estreno teatral limitado en los Estados Unidos el 19 de abril de 2002.

## Argumento
Gwen es una adolescente que vive en un pueblo costero de Bretaña; Lise es su mejor amiga que vive en la ciudad. Se encuentran cada verano cuando la familia de Lise los visita. Sin embargo, la visita de este año es diferente: Lise está lidiando con la muerte de su padre lejano y Gwen se ha vuelto promiscua con los niños, lo que amenaza con afectar la amistad de las chicas.

## Reparto
- Isild Le Besco como Gwen
- Karen Alyx como Lise
- Pascale Bussières como Céline
- Pascal Elso como Alain
- Marie Riviere como Anne-Marie
- Yelda Reynaud como Solange
- Sandrine Blancke como Vivianne
- Julien Cottereau como Frédo
- Dominique Lacarriere como Rose

## Recepción
En el sitio web de revisión y reseñas Rotten Tomatoes, la película obtuvo un índice de aprobación del 71% sobre la base de 34 reseñas, con una calificación promedio de 5.9/10. El consenso de los críticos del sitio web dice: “La bien interpretada Girls Can't Swim es una representación sensible de una historia coming-of-age de dos niñas”.
Stephen Holden del New York Times dijo que “Girls Can't Swim, en última instancia, carece de la dimensión épica de Y tu mamá también, pero su visión de esa época incómoda en la que el sexo amenaza con abrumar a todo lo demás es lo suficientemente aguda como para hacer que todos los que han estado allí se retuerzan con reconocimiento".
Leslie Camhi de The Village Voice le dio una reseña positiva y escribió: “La película [de Birot] se tambalea cuando toma un giro final y violento hacia el melodrama. Hasta entonces, sin embargo, captura las profundas corrientes de amor y rivalidad que hacen que las amistades entre mujeres adolescentes sean tan importantes y tan volátiles”.
Jamie Russell de la BBC evaluó la película de manera positiva y afirmó: “Dejando de lado la política sexual, lo que hace que Girls Can't Swim sea tan cautivadora es el guion bien observado de la cineasta debutante Anne Sophie-Birot, que trata a sus heroínas adolescentes con una maravillosa cantidad de compasión”.
Por otro lado, Charles Taylor de Salon le dio una reseña negativa y escribió: “Todo sobre Girls Can't Swim, incluso sus pasajes de observación sensible, se siente de segunda mano, familiar, y no en el buen sentido”. Roger Ebert le dio a la película una calificación de dos estrellas, diciendo: “La frase ‘coming-of-age’, cuando se aplica a las películas, casi siempre implica sexo, pero Girls Can't Swim no tiene nada útil que decir sobre el sexo (ciertamente no en comparación con la brillante Fat Girl de Catherine Breillat del año pasado), y su estructura es demasiado brusca para inspirarnos mucha empatía”.